# Mooers (Town, New York)
Mooers ist eine Town im Clinton County des US-Bundesstaates New York. Das U.S. Census Bureau hat bei der Volkszählung 2020 eine Einwohnerzahl von 3.467 ermittelt. Die Town ist benannt nach Benjamin Mooers, einem frühen Siedler.
Die Town bildet einen Teil der nördlichen Grenze des Clinton County und liegt nordwestlich von Plattsburgh.

## Geographie
Nach den Angaben des United States Census Bureaus hat Mooers eine Gesamtfläche von 227,7 km², wovon 227,0 km² Land und 0,8 km² (= 0,33 %) Gewässer sind.
Die nördliche Grenze der Town bildet einen Teil der Grenze zwischen Kanada und den Vereinigten Staaten zur Provinz Québec. Der Great Chazy River fließt ostwärts durch die Town.
Der U.S. Highway 11 verläuft ostwärts durch Mooers und kreuzt im Dorf Mooers den östlichen Endpunkt der New York State Route 22.
- Angellville – frühere Ortschaft im Südosten von Mooers
- Cannon Corners – Weiler im Westen zwischen Mooers Forks und der internationalen Staatsgrenze
- English River – Fließgewässer im Westen der Town
- Mooers – der Weiler Mooers liegt im Osten der Town an der Kreuzung von US-11 und NY-22
- Mooers Forks – Weiler im Zentrum der Town an der US-11
- Twin Bridges – Weiler an der östlichen Towngrenze an der US-11
- Whitney Corners – Weiler westlich von Mooers Forks.
- Woods Falls – Weiler im Süden, südlich von Mooers Forks

## Geschichte
Die ersten weißen Siedler kamen um 1796 in die Gegend. 1803 wurde die Town of Mooers gebildet aus Teilen der Town of Champlain, und 1830 wurde ein Teil von Mooers herausgelöst, um die Town of Ellenburg zu bilden.

## Demographie
Zum Zeitpunkt des United States Census 2000 bewohnten Mooers 3404 Personen. Die Bevölkerungsdichte betrug 15,0 Personen pro km². Es gab 1431 Wohneinheiten, durchschnittlich 6,3 pro km². Die Bevölkerung in Mooers bestand zu 98,09 % aus Weißen, 0,21 % Schwarzen oder African American, 0,56 % Native American, 0,24 % Asian, 0 % Pacific Islander, 0,24 % gaben an, anderen Rassen anzugehören und 0,68 % nannten zwei oder mehr Rassen. 0,79 % der Bevölkerung erklärten, Hispanos oder Latinos jeglicher Rasse zu sein.
Die Bewohner Mooerss verteilten sich auf 1261 Haushalte, von denen in 36,9 % Kinder unter 18 Jahren lebten. 60,0 % der Haushalte stellten Verheiratete, 8,9 % hatten einen weiblichen Haushaltsvorstand ohne Ehemann und 25,4 % bildeten keine Familien. 20,4 % der Haushalte bestanden aus Einzelpersonen und in 9,5 % aller Haushalte lebte jemand im Alter von 65 Jahren oder mehr alleine. Die durchschnittliche Haushaltsgröße betrug 2,69 und die durchschnittliche Familiengröße 3,08 Personen.
Die Bevölkerung verteilte sich auf 26,8 % Minderjährige, 7,0 % 18–24-Jährige, 32,1 % 25–44-Jährige, 22,8 % 45–64-Jährige und 11,3 % im Alter von 65 Jahren oder mehr. Der Median des Alters betrug 36,0 Jahre. Auf jeweils 100 Frauen entfielen 103,8 Männer. Bei den über 18-Jährigen entfielen auf 100 Frauen 98,8 Männer.
Das mittlere Haushaltseinkommen in Mooers betrug 39.152 US-Dollar und das mittlere Familieneinkommen erreichte die Höhe von 41.908 US-Dollar. Das Durchschnittseinkommen der Männer betrug 32.033 US-Dollar, gegenüber 25.255 US-Dollar bei den Frauen. Das Pro-Kopf-Einkommen belief sich auf 15.645 US-Dollar. 10,9 % der Bevölkerung und 6,2 % der Familien hatten ein Einkommen unterhalb der Armutsgrenze, davon waren 11,8 % der Minderjährigen und 11,9 % der Altersgruppe 65 Jahre und mehr betroffen.